# 道標ない旅
『道標ない旅』（しるべないたび）は、永井龍雲の通算5枚目のシングル。キャニオン・レコードより1979年8月21日に発売された。規格品番はF-243。

## 概要
表題曲「道標ない旅」は、青春時代を前向きに走る永井の心情が素直に歌われた楽曲で、グリコアーモンドチョコレートのCMソング及びTBS系ドラマ『3年B組金八先生』の挿入歌としても使用された。

## 背景
当初、表題曲の原題は「標ない旅」だったが、意味が分かりにくくなることを避ける為、「道標」を「しるべ」と読ませるタイトルへと改題された。永井はグリコ・アーモンドチョコレートのCM用に、本作の他にも後にアルバム『暖寒』に収録される「蒼穹（そうきゅう）」を提出していたが、雰囲気の暗めな曲であった為採用されなかった。同CMでは、松崎しげる「愛のメモリー」や、松山千春「季節の中で」などがイメージソングとして流され、いずれも大ヒットを記録していた。「道標ない旅」は「季節の中で」の次の曲として採用され、発売直後から注目度、ランキングとも順調に伸びて行き、ヒットチャートのトップ20目前まで上り詰めた。その矢先、以前同CMに出演していた山口百恵が同年10月に自身のコンサートで、三浦友和と交際していることを発表した。売れっ子芸能人同士の交際が発覚し、マスコミは挙って特集を組み大衆の関心は二人に集まった。グリコのCMも、百恵と友和の二人が嘗て共演した時の映像に差し替えられてしまい、当初2クールに亘って放送されるはずであった「道標ない旅」は1クールで終了することとなってしまった。永井の所属事務所及びキャニオン・レコード宣伝部の丸山寿敏は、「とても残念でした。でも、グリコさんをせめる筋合いではないし、怒りをどこにぶつけたらいいか、わからなくてたまりませんでした」と嘆いたという。
B面曲「素面酒」(しらふざけ) は、根津甚八がコンサートでカバーしており、ライブ・アルバム『ファーストコンサート』に収録されている。
最終的に、オリコンチャートの最高順位は週間21位、累計13.5万枚のセールスを記録した。

## 収録曲
1. 道標ない旅［4:33］
作詞・作曲：永井龍雲／編曲：大村雅朗
2. 素面酒［3:53］
作詞・作曲：永井龍雲